# Кен Тирел
Кен Тирел е един от десетимата най-известни души в света на Формула 1 и собственик на тима от Формула 1 – Тирел. Един от хората, заедно със сър Франк Уилиамс, Колин Чапман, Брус Макларън и Енцо Ферари, символизиращи самия спорт Формула 1. Почти 40 години е отдаден изцяло на любимия спорт.
На 25 август 2001 година умира в Лондон, след тежко боледуване от рак, на 77-годишна възраст.